# Chryseuscelus dominicanus
Chryseuscelus dominicanus là một loài bọ cánh cứng trong họ Attelabidae. Loài này được Hamilton miêu tả khoa học năm 2007.